# السوند
السوند (به لاتین: Ålesund) یک شهر در نروژ است که در مور او رومسدال واقع شده‌است.

## خصوصیات
السوند ۹۸٫۷۸ کیلومترمربع مساحت و ۴۵٬۰۳۳ نفر جمعیت دارد.

## خواهرخوانده
شهرهای لاختی، آکوریری، Västerås Municipality و بوگو ا موتسانو خواهرخوانده‌های السوند هستند.

## نگارخانه

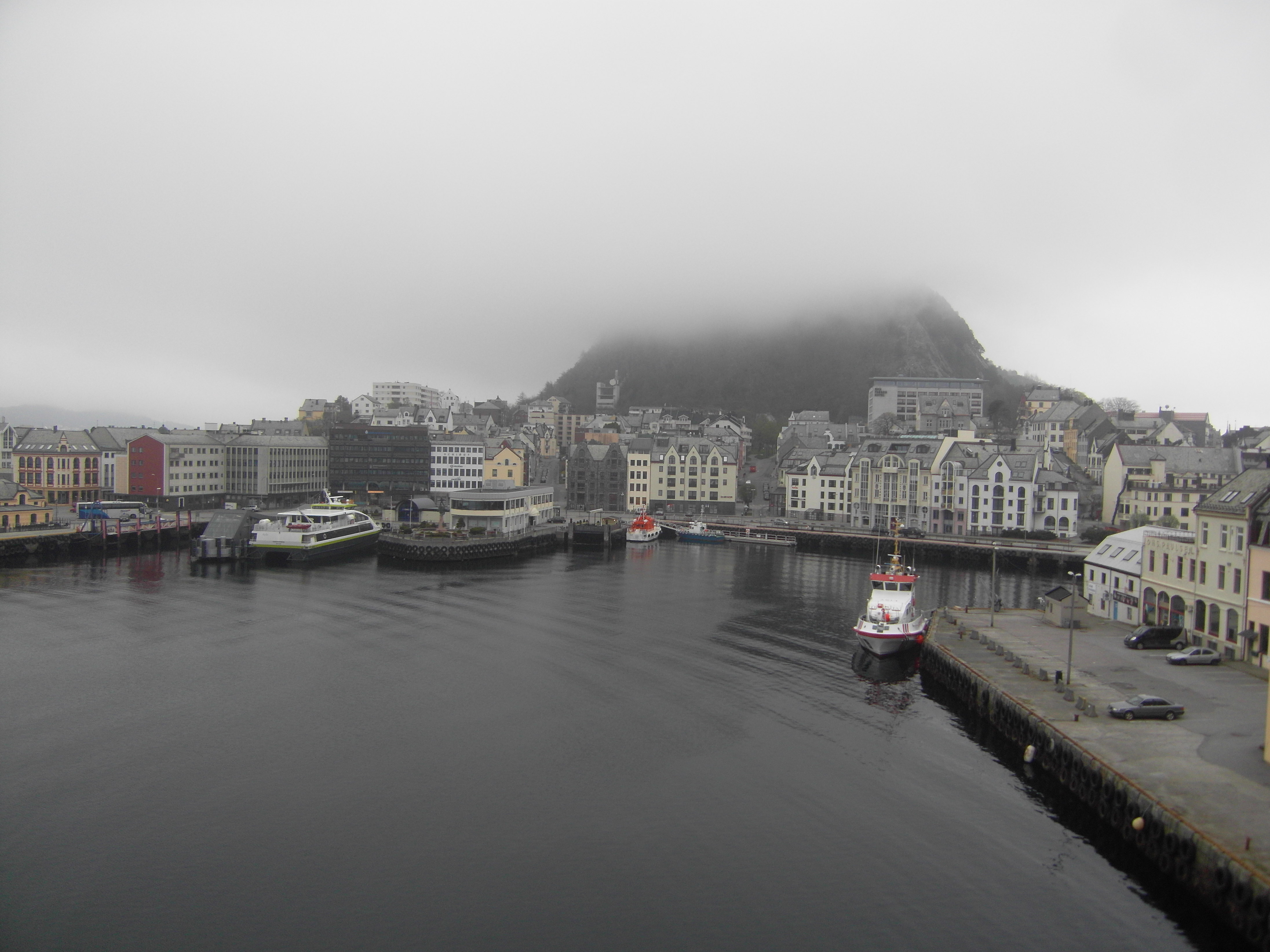
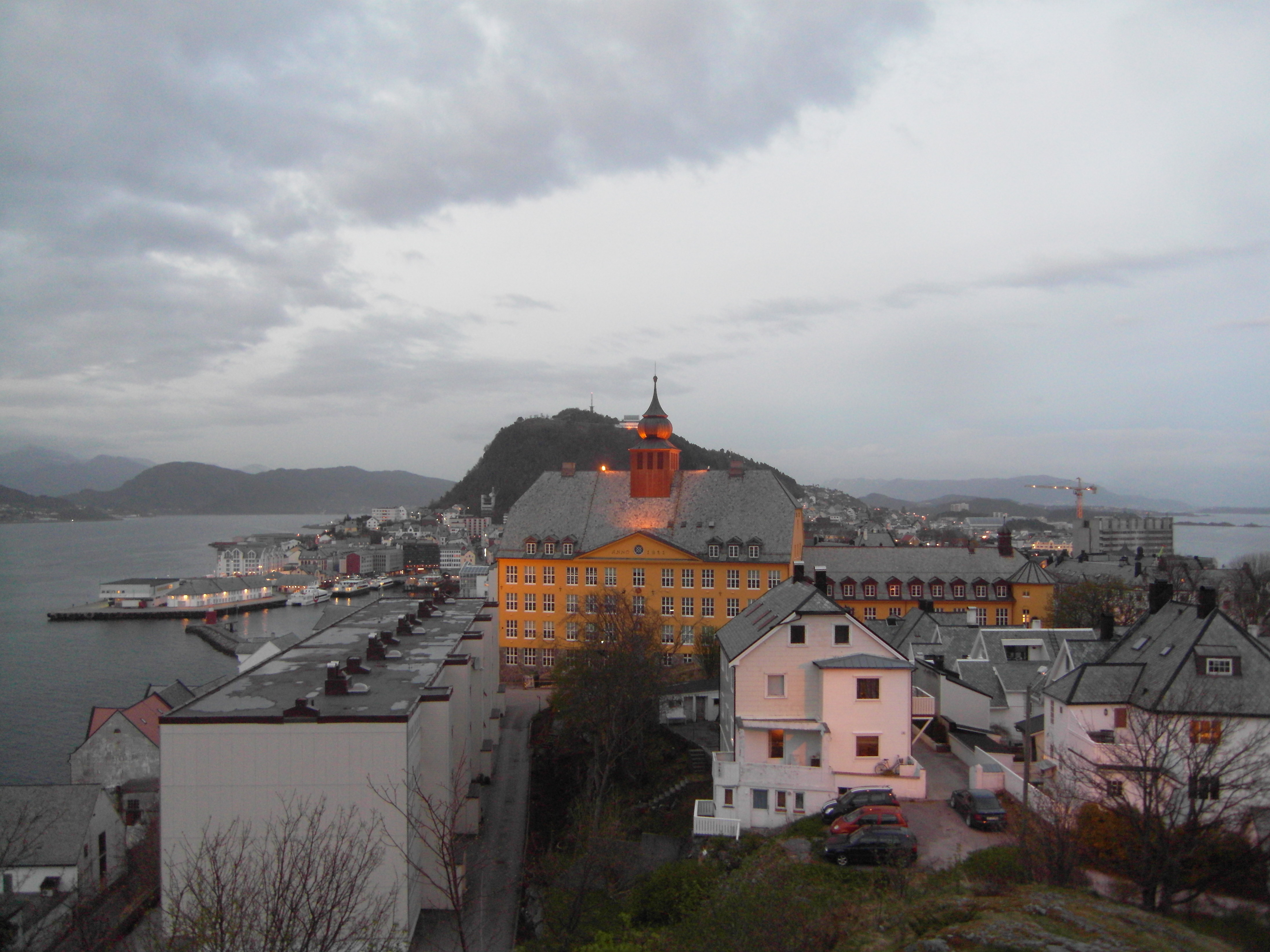
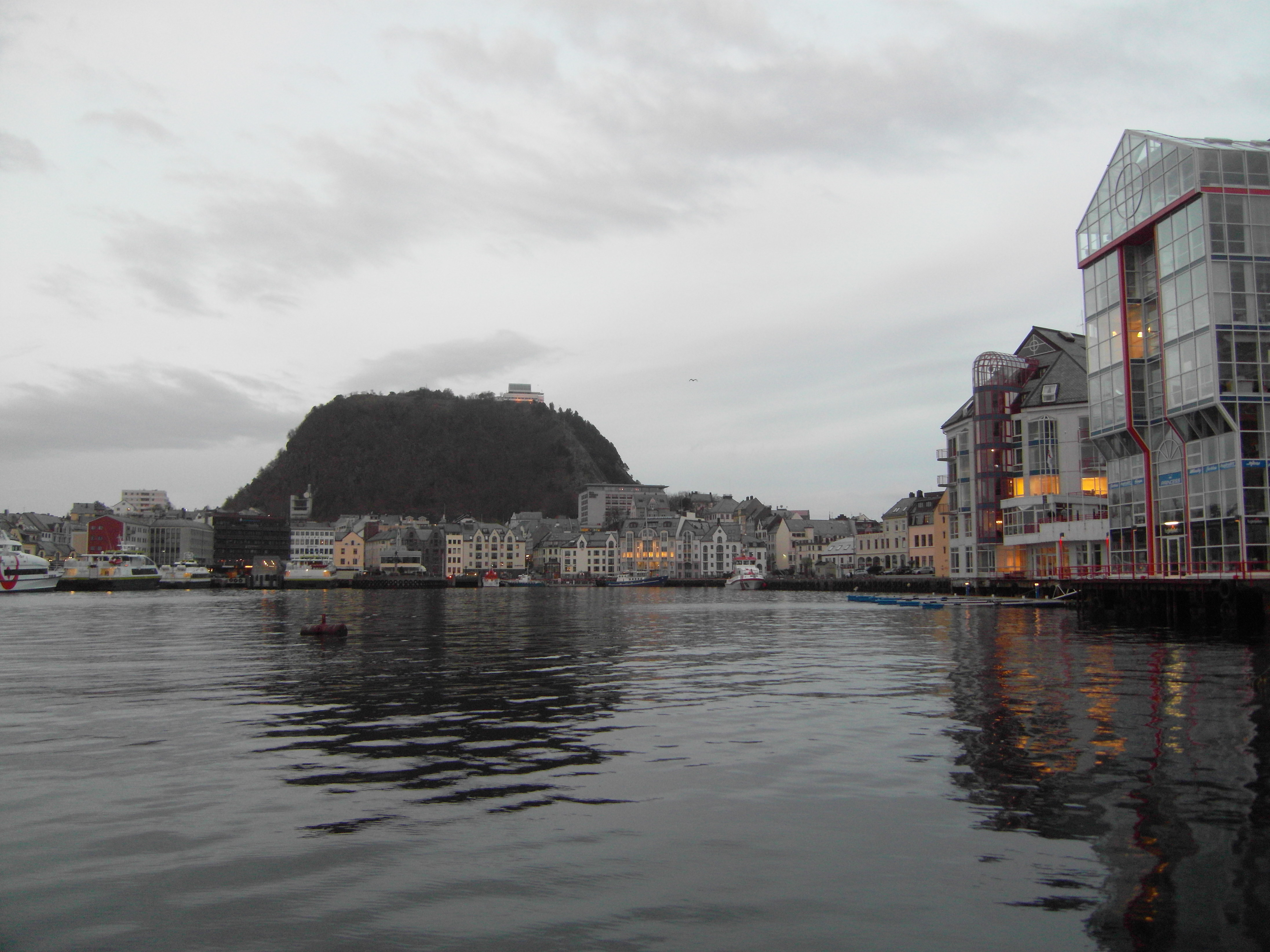
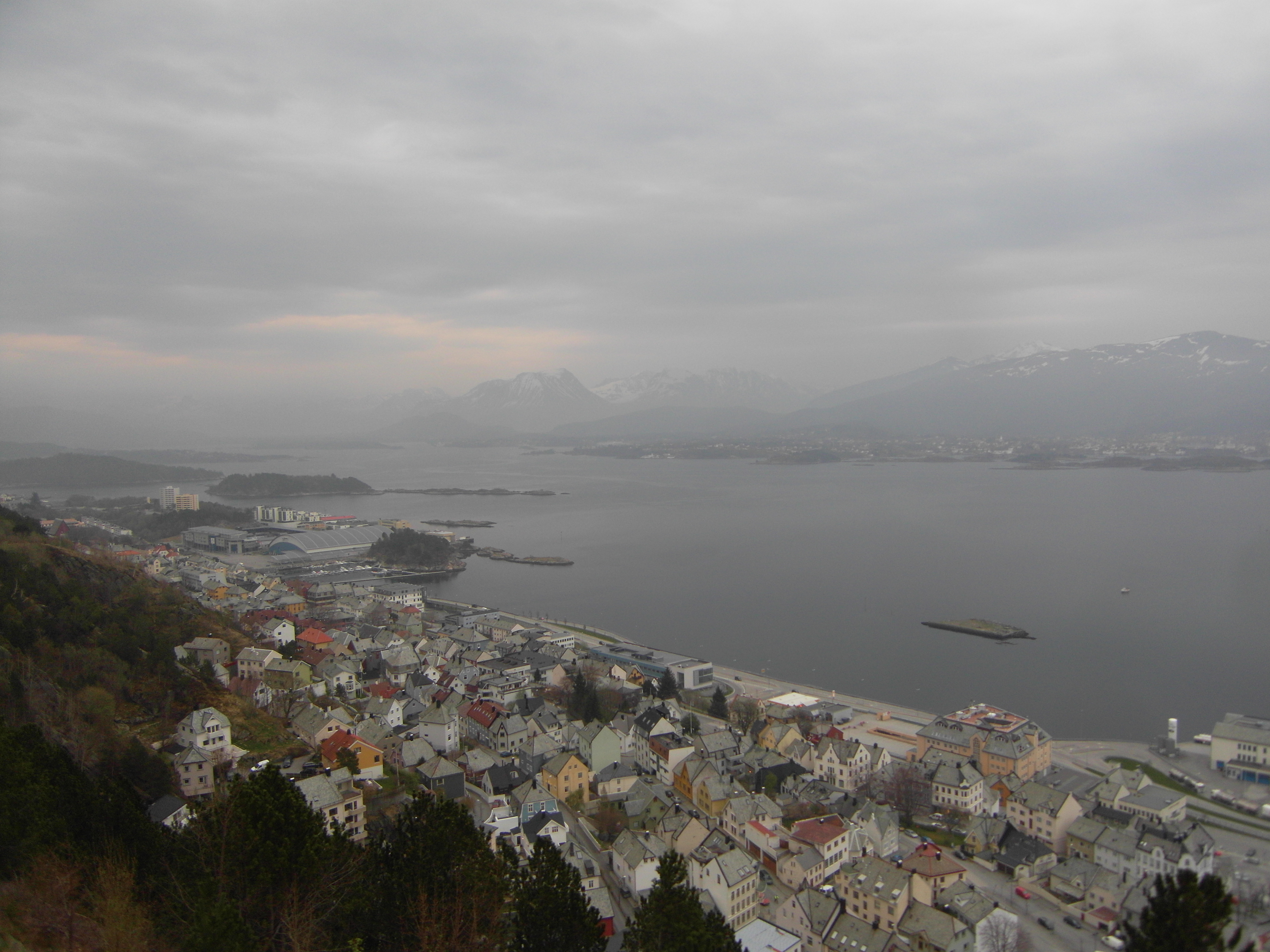